# Edvard Grieg
Edvard Hagerup Grieg ([ˈɛdʋɑʁd ˈhɑːgəʁʉp ˈgʁɪg], 15 tháng 6 năm 1843 - 4 tháng 9 năm 1907) là nhà soạn nhạc, nhạc trưởng, nghệ sĩ piano người Na Uy nổi tiếng nhất. Ông là một thiên tài âm nhạc hiếm có của Na Uy, đất nước luôn tỏ ra kém thế ở vùng Bắc Âu, đặc biệt là với Thụy Điển và Đan Mạch (trong lịch sử, Na Uy luôn chịu sự thống trị của hai nước này). Ông sử dụng và phát triển âm nhạc dân gian Na Uy trong tác phẩm của mình, giúp đưa âm nhạc Na Uy lên bản đồ thế giới, đồng thời phát triển một chủ nghĩa quốc gia, giống như Jean Sibelius đã làm với Phần Lan và Antonín Dvořák đã làm cho Bohemia. Được công nhận rộng rãi là một nhà soạn nhạc hàng đầu của thời kì Lãng mạn, các tác phẩm nổi tiếng nhất của ông là 2 tổ khúc trích từ bộ nhạc nền cho vở kịch Peer Gynt, các bản sonata cho violin và cello, Piano Concerto giọng La thứ.

### Cuộc đời và sự nghiệp
Edvard Grieg sinh ngày 15 tháng 6 năm 1843 tại Bergen, một vùng đất của Na Uy. Tổ tiên của Grieg là người Scotland nhưng lâu đời sống tại Na Uy, đất nước trên bán đảo Scandinavia. Bố ông là Alexander Grieg, từng làm lãnh sự Anh tại thành phố Bergen. Mẹ ông là Gesine Judithe Hagerup, một nghệ sĩ piano và là người thầy đầu tiên của Grieg.
Năm 1858, ông được cha mẹ gửi tới Nhạc viện Leipzig (Đức) cho đến năm 1862 thì trở về. Vài tính thủ cựu của Nhạc viện, Grieg cảm thấy không thỏa mãn và kết quả học tập là rất ít nếu không muốn nói là không đáng kể. Sau đó, nhà soạn nhạc của Na Uy tiếp tục trau dồi kiến thức âm nhạc với nhà soạn nhạc người Đan Mạch Niels Gade (1817-1890) và học tại thủ đô của Na Uy, Oslo. Trong thời gian ấy, Grieg đã tiến hành một cuộc du ngoạn quanh đất nước mình để hiểu sâu về kho tàng nghệ thuật dân tộc độc đáo. Sáng tác của ông lúc đó có bản sắc rõ ràng, gồm Những khúc Scherzo cho piano Op.6, Sonata violin Op.8, đặc biệt là bản overture Mùa thu Op.11 (đây là bản nhạc sáng tác trong thời gain Grieg thăm Rome khi giành giải thưởng của Viện Hàn lâm Âm nhạc Stockholm). Năm 1867, ông kết hôn với em họ Nina Haregup, người sau này trở thành nguồn cảm hứng và là người trình diễn các ca khúc của Grieg một cách xuất sắc.
Từ năm1866 đến năm 1874, nhà soạn nhạc Na Uy đi biểu diễn và sáng tác, đồng thời còn góp phần xây dựng các tổ chức âm nhạc như hội Eptécpa (chuyên giới thiệu các nhà soạn nhạc trẻ tuổi), hội Khuyến nạc (Phiharmony), tuyên truyền, giới thiệu các tác phẩm cổ điển của Na Uy và thế giới. Trong khoảng thời gian đó, ông viết concerto cho piano Op.16, Sonata violin số 2 Op.13 và các tác phẩm cho thanh nhạc, tiểu phẩm cho piano. Tuy sáng tác nhiều như thế, Grieg vẫn không được thế giới thừa nhận. Sự giúp đỡ của Liszt, nhà soạn nhạc nổi tiếng người Hungary, trong việc truyền bá các tác phẩm của Edvard Grieg đã gây nên ấn tượng khó phai mờ cho nhà soạn nhạc bán đảo Scandinavia. Những năm sống ở Roma, cuối năm 1868, Liszt có nghe bản sonata số 1 của Grieg đã kinh ngạc về tính chất tươi mát của tác phẩm. Ông đã động viên Grieg bằng một lá thư với lời lẽ chân thành. Rồi năm 1870, cả hai găp nhau tại Roma. Sau khi lắng nghe bản concerto mà Grieg mới hoàn thành, Liszt một lần nữa cổ vũ tinh thần cho nhà soạn nhạc Na Uy bằng một lá thư. Trong thư có viết: Anh hãy tiếp tục sáng tạo trên tinh thần nay, anh có tất cả mọi khả năng để thực hiện nó và đừng sợ....

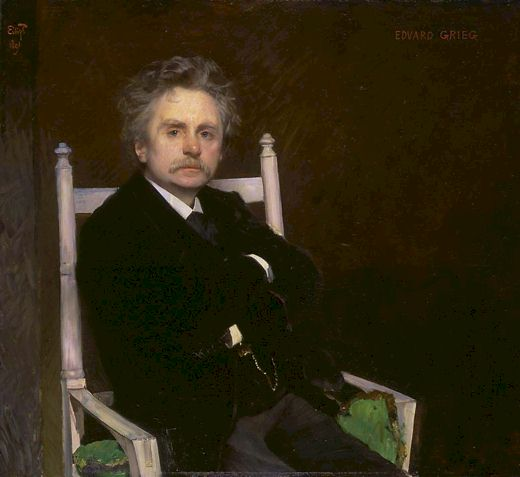
Edvard Grieg (1891). portrait by Eilif Peterssen

Sau cuộc gặp quan trọng trong sự nghiệp âm nhạc đó, Grieg hạnh phúc nhận trợ cấp suốt đời giúp ông thoát những âu lo mưu sinh. Năm 1874, ông trở về quê hương Bergen. Thời gian này là khoảng thời gian thành công của nhà soạn nhạc người Na Uy. Tiêu biểu là nhạc viết cho kịch nói Peer Gynt của Henrik Ibsen sau 4 năm sáng tác của Grieg (1874-1878) ra đời, khiến ông trở nên nổi tiếng khắp lục địa già. Ngoài ra phải kể tới ballade cho piano Op.24, tứ tấu đàn dây Op.27, tô khúc Holberg Op.40 và nhiều tác phẩm cho piano và thể loại thanh nhạc trữ tình khác. Từ đây, Edvard Grieg được đất nước Na Uy của mình và thế giới công nhận. Tác phẩm của nhà soạn nhạc được ấn hành bởi các nhà xuất bản lớn của Đức. Ông đã đi biểu diễn ở các thành phố lớn của châu Âu như Berlin, Viên, Paris, London, Praha, Warsawa,... và ông cũng trở thành viện sĩ Viện Hàn lâm Âm nhạc Thụy Điển (1872), Hà Lan (1873), Pháp (1890). Đến năm 1893, ông được tặng học vị tiến sĩ Trường Đại học tổng hợp Cambridge của Anh Quốc. Cuối đời, ông không thích cuộc sống ồn ào ở nông thôn nên đã sống ở vùng ngoại ô. Ông còn là nhà hoạt động xã hội bên cạnh việc sáng tác. Edvard Grieg tạ thế vào ngày 4 tháng 9 năm 1907 tại quê nhà Bergen. Tang lễ của ông là quốc tang của Na Uy.

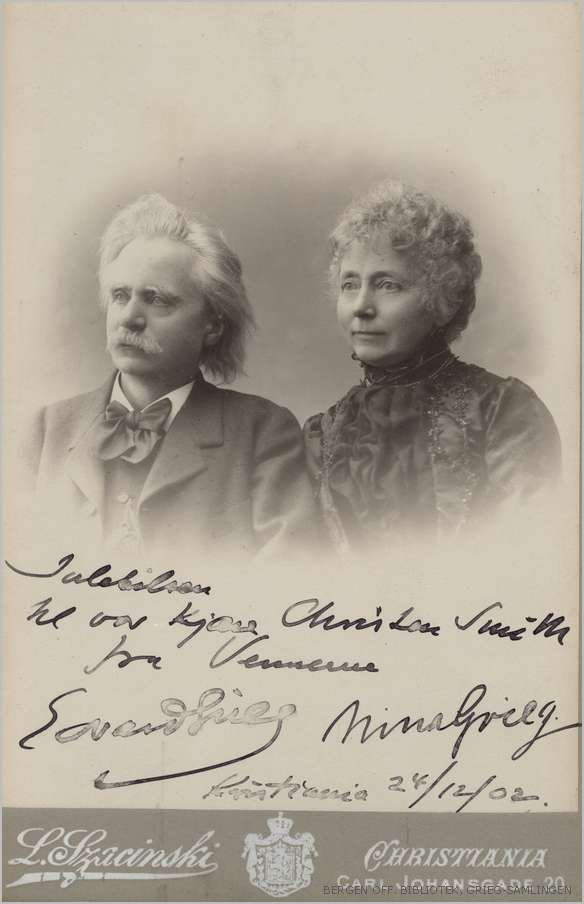
Edvard Grieg and Nina Hagerup (1899)

### Phong cách sáng tác
Edvard Grieg là nhà soạn nhạc vĩ đại, nghệ sĩ piano xuất sắc, nhạc trưởng đại tài và nhà hoạt động xã hội hăng hái. Ông là người đứng đầu trường phái âm nhạc Na Uy, có ảnh hưởng không những chỉ vùng Scandinavia mà còn cả châu Âu bởi tài năng, lý tưởng nghệ thuật dân tộc tiến bộ. Cũng giống như Mikhail Ivanovich Glinka ở Nga và Bedřich Smetana ở Cộng hòa Séc, Grieg của đất nước Na Uy đã thể hiện những nét điển hình của dân tộc mình, những hình tượng thơ ca dân gian và thiên nhiên của đất nước. Trên cơ sở đó, ông đã trở thành người sáng lập nền âm nhạc cổ điển Na Uy. Tác phẩm của nhà soạn nhạc này là tài sản quý báu của nền văn hóa Na Uy và thế giới.

### Các tác phẩm
Ông để lại cho đời sau những tác phẩm thanh nhạc-giao hưởng, có thể kể tới Bên cổng tu viện (1871), Trở về quê hương (1872), nhạc cho vở kịch Sigurd Jorsalfar của Bjornson (1872), Peer Gynt của Henrik Ibsen (1874) bản overture Mùa thu (1866), Những vũ khúc giao hưởng (1898), 2 tổ khúc Peer Gynt (1888, 1891), và các tác phẩm khác cho dàn nhạc. Thêm vào đó phải kể tới bản concerto cho piano và dàn nhạc (1868), Andante cho tam tấu (1878), 3 sonata cho violin và piano (1865, 1867, 1887), sonata cho cello và piano (1883), hơn 170 bản nhạc cho piano gồm 2 tay, 4 tay, 2 đàn, trong đó phải kể tới sonata (1865), ballad (1875), Những khúc nhạc trữ tình (gồm 68 khúc và 10 tập), những vũ khúc Na Uy và ca khúc (1870), những vũ khúc nông dân Na Uy, tổ khúc Từ đời sống nhân dân (1871), Romace cổ Na Uy và những biến tấu cho 2 piano (1891), 128 romance, hợp xướng,...

### Recordings by Edvard Grieg
- Papillon – Lyric Piece, Op. 43, no. 1 Lưu trữ ngày 3 tháng 12 năm 2019 tại Wayback Machine as recorded by Grieg on piano roll, ngày 17 tháng 4 năm 1906, Leipzig (Info)
- Legendary Piano Recordings: The Complete Grieg, Saint-Saëns, Pugno, and Diémer (Marston Records Lưu trữ ngày 6 tháng 4 năm 2015 tại Wayback Machine)
- Edvard Grieg: The Piano Music In Historic Interpretations (SIMAX Classics – PSC1809 Lưu trữ ngày 23 tháng 2 năm 2013 tại archive.today)
- Grieg and his Circle (Pearl, GEMM 9933 CD Lưu trữ ngày 25 tháng 12 năm 2011 tại Wayback Machine)
- Grieg spiller Grieg Lưu trữ ngày 27 tháng 1 năm 2013 tại Wayback Machine (Edvard Grieg Museum Troldhaugen)
- Piano Rolls Lưu trữ ngày 1 tháng 3 năm 2010 tại Wayback Machine (The Reproducing Piano Roll Foundation Lưu trữ ngày 1 tháng 3 năm 2010 tại Wayback Machine)

### Music scores
- Bản nhạc miễn phí bởi Edvard Grieg tại Dự án Thư viện Bản nhạc Quốc tế (IMSLP)
- Free scores by Edvard Grieg trong Choral Public Domain Library (ChoralWiki)
- Free scores at the Mutopia Project

### Festivals
- Peer Gynt Festival
- Oslo Grieg Festival Lưu trữ ngày 6 tháng 1 năm 2014 tại Wayback Machine
- Grieg International Choir Festival
- Grieg in Bergen